# Драугр (екзопланета)
Драугр (англ. Draugr), PSR B1257+12 b (спочатку мала назву PSR B1257+12 A) — екзопланета, що знаходиться на відстані приблизно 2300 світлових років від Землі у сузір'ї Діви. Вона є однією з трьох відкритих пульсарних планет, що обертаються навколо PSR B1257+12. Вона приблизно вдвічі масивніша за Місяць і входить до списку найменш масивних планет (з точно визначеною масою) з відомих, у тому числі серед планет Сонячної системи.

## Назва
У липні 2014 року Міжнародний астрономічний союз запустив проєкт NameExoWorlds, процес надання власних імен певним екзопланетам і їхнім зіркам. Процес включав публічне висунення та голосування за нові імена. У грудні 2015 року оголошено, що шляхом голосування для зорі обрана назва Ліч, а для її планет A, B і C назви Драугр, Полтергейст і Фобетор відповідно.
Драугр — в скандинавській міфології мрець, що ожив, подібний до вампірів.

## Особливості
Драугр, так само, як інші планети цієї системи, постійно знаходиться під впливом радіаційного опромінення, що надходить з ядра зорі PSRB1257+12.